# Стів Ґреґґ
Стів Ґреґґ (англ. Steve Gregg, 3 листопада 1955 та помер 11 вересня 2024) — американський плавець.
Призер Олімпійських Ігор 1976 року.
Призер Чемпіонату світу з водних видів спорту 1973, 1978 років.
Призер Панамериканських ігор 1975 року.